# Tommaso da Modena

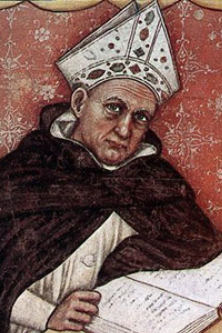
Tomasso da Modena: Sv. Albert Veliký. Freska v Trevisu, 1352

Tommaso da Modena (* 1326 Modena – 1379) byl italský malíř vrcholné gotiky, který od roku 1355 pracoval pro císaře Karla IV.

## Život
Tommaso Barisini da Modena byl synem Barisina Barisiniho (1317–1343), od kterého se naučil základy malby. Po smrti svého otce odešel do Bologny a později pracoval také v Benátkách, v Trevisu a ve Feltre.
Jeho díla se nacházejí v Trevisu, v Modeně a na karlštejně. Pro Karla IV. pracoval po roce 1355, ale v Čechách pravděpodobně nikdy nebyl. V letech 1355-1357 nebo později namaloval cyklus deseti výjevů ze života svaté Voršily na stěny kaple sv. Voršily v kostele svaté Markéty v Trevisu. Malby byly objeveny roku 1883 a později transferem přeneseny do odsvěceného kostela svaté Kateřiny v Trevisu, který slouží jako městské muzeum.

## Dílo

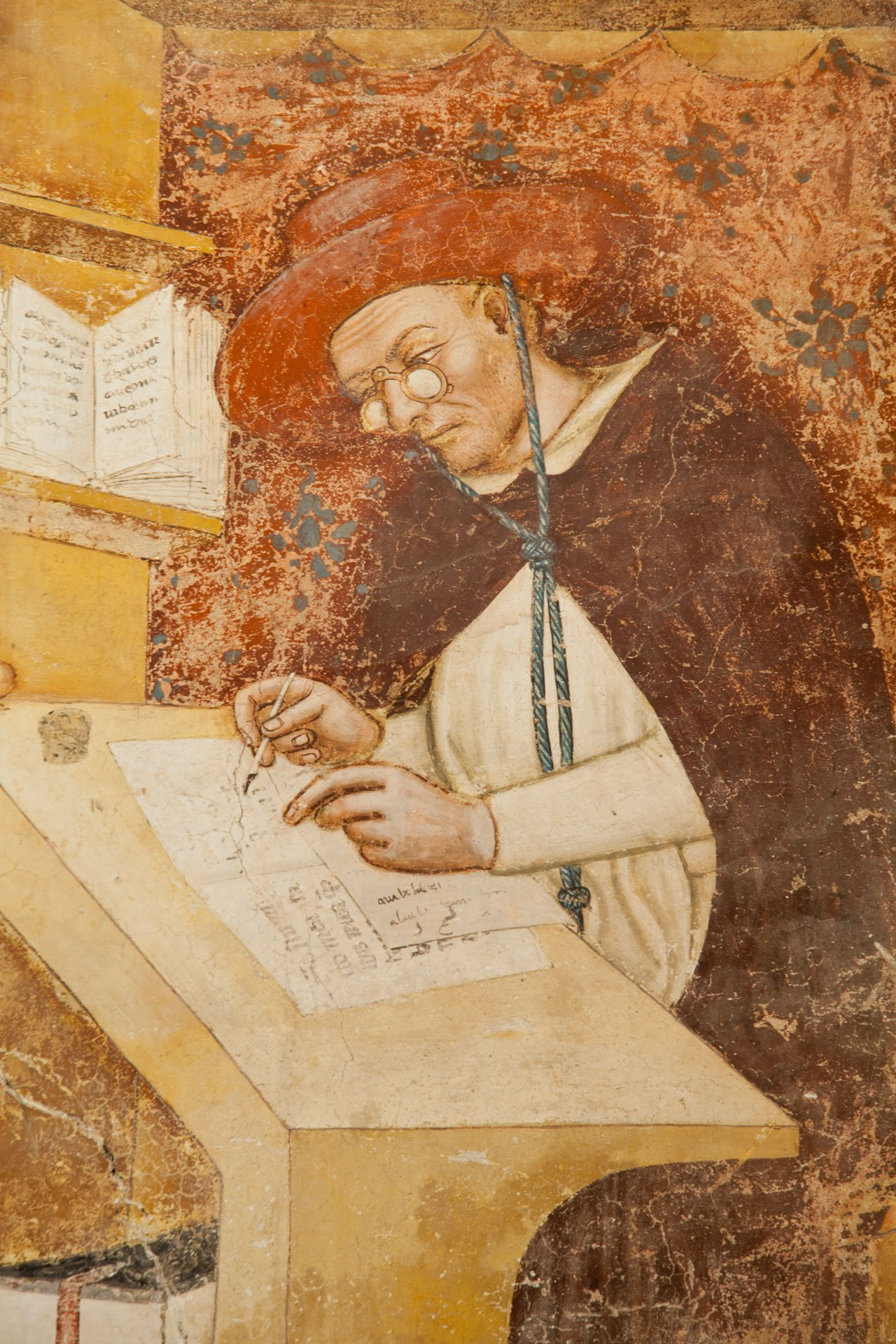
Tommaso da Modena, Kardinál Hugh ze Saint-Cher

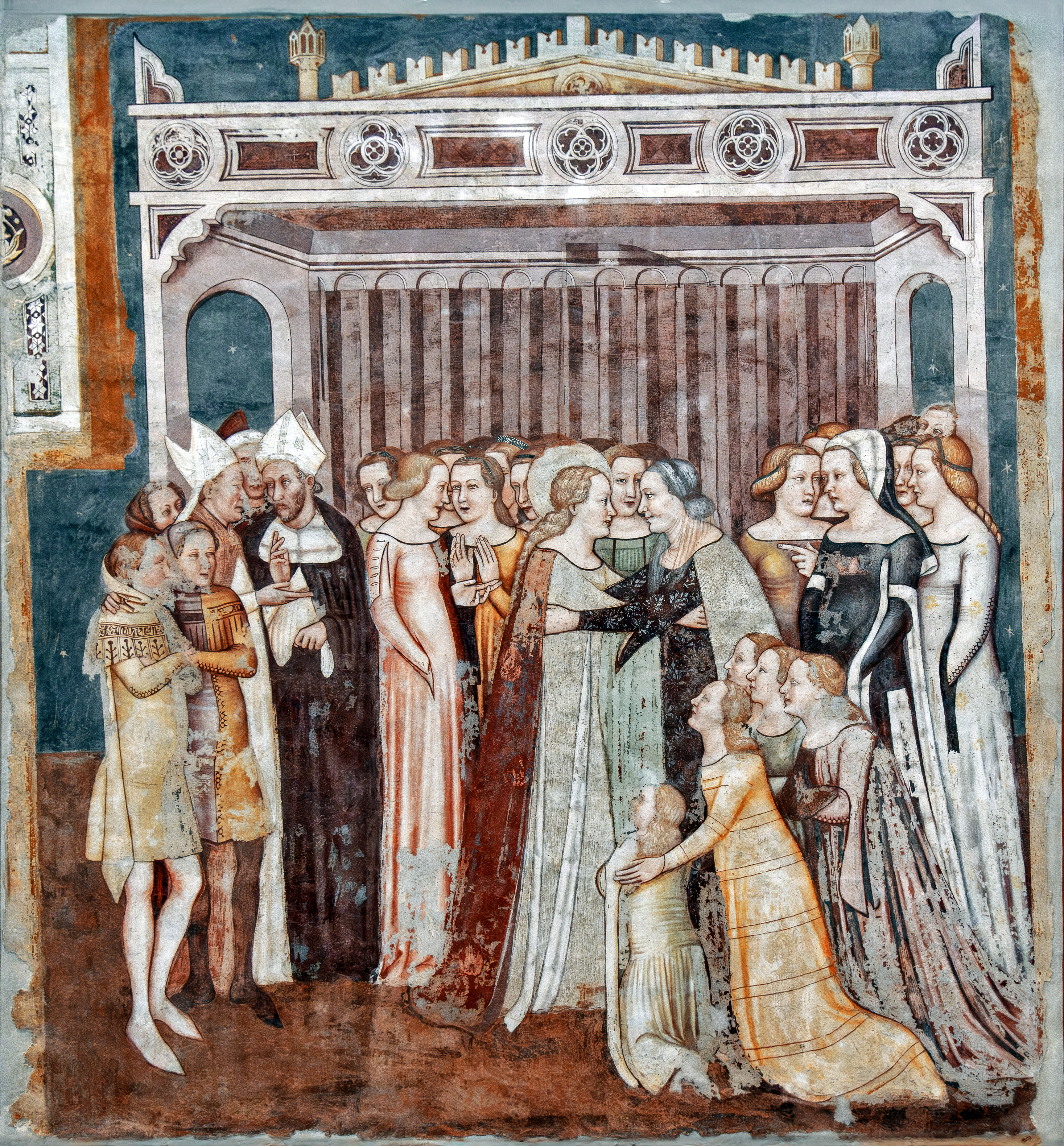
Tommaso da Modena, Sv. Voršila se loučí s matkou

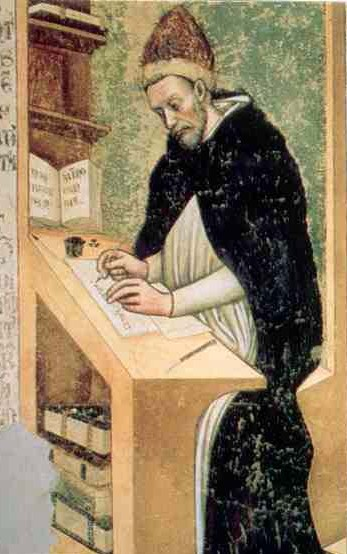
Tomasso da Modena: Papež Inocenc V. Freska v Trevisu, 1352

Jeho nejrozsáhlejším dílem jsou fresky v dominikánském kostele a v kapitule kláštera svatého Mikuláše (San Nicolo) v Trevisu z roku 1352, kde zobrazil portréty 40 slavných dominikánských mnichů píšících nebo čtoucích u pulpitu. Jsou zde vyobrazeni papežové, kardinálové, teologové a filosofové, mezi nimi kardinál Annibale Annibaldi, učitel církve Tomáš Akvinský, španělský generál řádu Rajmund z Peňafortu, francouzský kardinál Hugh Aycelin (Ugo di Provenza), kardinál Latino Malabranca Orsini, kteří všichni byli profesory dominikánských studií v Santa Sabina. Tato škola byla předchůdkyní Pontifikální University Svatého Tomáše Akvinského, Angelicum. Dále jsou zde zobrazeni biskup a učitel církve Albert Veliký, zakladatel dominikánských studií v Kolíně nad Rýnem a uznávaný vykladač bible kardinál Hugh ze Saint-Cher. Jeho portrét je nejstarším známým vyobrazením muže s brýlemi.

### Známá díla
- Fresky, Duomo di Modena
- Dva deskové obrazy, Galleria Estense, Modena
- Freska Ukřižovaného Krista, Katedrála Treviso
- Legenda o svaté Voršile, 10 výjevů, Městská muzea, Treviso
- Sv. Jeroným, Sv. Anežka Římská se sv. Janem Křtitelem a Sv. Romuald s donátorem, fresky na dvou sloupech mezilodní arkády kostela San Nicolo, Treviso, další fresky tam vytvořili malíři Tommasovy dílny
- Cyklus čtyřceti podobizen slavných členů dominikánského řádu (1352), kapitulní síň konventu San Nicolo, Treviso
- Svatý Albert Veliký, seminář konventu Treviso
- Svatá Kateřina , Galleria Accademia Benátky
- Panna Marie a Ježíšek, Vídeň
- Diptych s Madonou, bolestným Kristem v hrobě a dvěma anděly; kaple sv. Václava, Karlštejn[1][2]
- Deskový triptych se sv. Václavem v čapce benátského dóžete, Panna Marie s dítětem a svatým rytířem Palmáciem v kapli svatého Kříže na Karlštejně,[3][4]